# Ciparís

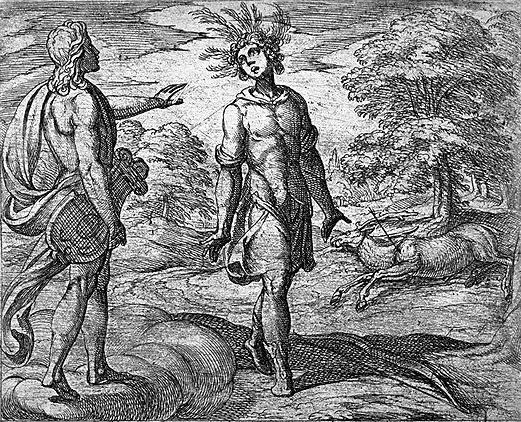
Ciparís transformant-se en xiprer per obra d'Apol·lo després d'haver matat el cérvol

En la mitologia grega, un mite ambientat a Quios parla de Ciparís (grec: κυπάρισσος, "Kyparissos"; llatí: cupressus, Cupressus sempervirens), un jove, fill de Tèlef, descendent d'Hèracles. Vivia a Ceos i era estimat per Apol·lo (o segons altres tradicions per Zèfir, o per Silvà, el déu romà), a causa de la seva gran bellesa.
Tenia un cérvol domesticat amb les banyes d'or i garlandes de pedres precioses com a company predilecte, que l'acompanyava a tot arreu. Un dia, Apol·lo va regalar unes fletxes a Ciparís que, emocionat, les va voler provar. El cérvol dormia estirat a l'ombra i al disparar la fletxa Ciparís va matar-lo per equivocació. Ple de dolor va demanar als déus que l'ajudessin a plorar sempre la mort d'aquell bell cérvol. Apol·lo el va convertir en un xiprer, que simbolitza la tristesa, el dol i el dolor pels éssers estimats.
Es tracta d'un mite d'època hel·lenística, que també apareix a la literatura llatina, entre altres obres a Les metamorfosis, d'Ovidi Llibre X, 106 - 142.
Un altre Ciparís és un fill de Mínias i germà d'Orcomen. Ell va posar el nom a la ciutat de Ciparíssia, al Parnàs, entre Daulis i Delfos.